# Can Riera de Sant Mateu
Can Riera de Sant Mateu és una masia barroca de Premià de Dalt (Maresme) protegida com a bé cultural d'interès local.

## Descripció
Edifici civil. Masia formada per una planta baixa, un pis i golfes. Està coberta per una teulada de dues vessants amb el carener perpendicular a la façana. Possiblement es tracti de la reforma d'una antiga masia. En el conjunt destaca la façana, que conserva un portal rodó dovellat situat asimètricament i, molt especialment el seu coronament, que combina les línies corbes còncaves i convexes i està rematat amb gerros de ceràmica, que donen al conjunt un aire típicament barroc. La gran quantitat d'obertures de la façana destaca per l'emmarcament blanc. El primer pis conserva la decoració barroca, especialment a l'arrambador del menjador, realitzat amb rajoles de ceràmica decorades. Hi ha un rellotge de sol sobre la façana. Tot l'edifici i els annexes queden envoltats per un mur de tancament amb dos portals.
La masia es troba als voltants de l'ermita de Sant Mateu del Bosc i actualment disposa d'unes àmplies instal·lacions hípiques.